# Clemens Cammerer
Clemens Cammerer (* 1883; † 1962) war ein deutscher Verwaltungsjurist und Ministerialbeamter.

## Leben
Cammerer studierte Rechtswissenschaften in München und Erlangen und legte 1912 die Große juristische Staatsprüfung ab. Von 1913 bis 1915 war er juristischer Hilfsarbeiter im Bayerischen Staatsministerium der Justiz. 1915 kam er als III. Staatsanwalt an das Amtsgericht München und wurde daselbst 1919 Amtsrichter. Ab dem gleichen Jahr wurde er wieder im Justizministerium verwendet. Von 1923 bis 1927 war er Oberamtsrichter am Amtsgericht München. Unter Ernennung zum Oberregierungsrat kehrte er 1927 erneut ins Ministerium zurück und wurde dort 1930 zum Ministerialrat ernannt. Vom 1. August 1934 bis zu seiner vorzeitigen Versetzung in den Ruhestand am 31. Dezember 1934 war er Senatspräsident am Oberlandesgericht München. Nach sechseinhalb Jahren im Ruhestand kehrte er mit Wirkung vom 1. April 1941 in diese Stelle zurück.
Nach Ende des Zweiten Weltkriegs kam er als Angehöriger des höheren Dienstes in den Automatischen Arrest im Internierungslager Moosburg. Als nicht Betroffener im Sinne des Befreiungsgesetzes kehrte er am 24. April 1946 wieder in den Dienst des OLG München zurück. Ab 1. Juni 1946 wurde er zur Dienstleistung im Justizministerium abgeordnet und dort am 16. August 1949 zum Ministerialdirigenten ernannt. Zum 1. Januar 1951 trat er in den Ruhestand.

## Ehrungen
- 1952: Verdienstkreuz (Steckkreuz) der Bundesrepublik Deutschland